# Pero Lopes de Souza
Pero Lopes de Souza (Lisboa, 1497 - 1539), fue un noble, navegante y explorador de Portugal. Junto con su hermano mayor Martim Afonso de Sousa, viajaron a Brasil con la finalidad de demarcar  el territorio propiedad de Portugal y ayudar a poblar y desarrollar el territorio. 
En sus viajes también navegó por el Río de la Plata y al adentrarse en el río Paraná naufragó. Junto con su mano capturaron un asentamiento francés en Pernambuco, que pasó al dominio de Portugal. 

## Obra
En 1839, el historiador Francisco Adolfo de Varnhagen descubre su diario de navegación. En el mismo, Lopes de Sousa cuenta en detalle su biografía y la de su hermano, la fundación de las villas de São Vicente y Piratininga y el descubrimiento de la bahía de Guanabara, el Río de la Plata y la isla Fernando de Noronha. Este documento es de gran importancia para comprender los siglos de luchas subsiguientes entre España y Portugal por el control del Río de la Plata. Es el primer documento que describe la costa de América del Sur, y brinda información sobre los aborígenes que allí moraban.